# 1880 au Manitoba
Chronologie du Manitoba
- 1876
- 1877
- 1878
- 1879
- 1880
- 1881
- 1882
- 1883
- 1884

Cette page concerne des événements qui se sont produits durant l'année 1880 dans la province canadienne du Manitoba.

## Politique
- Premier ministre : John Norquay
- Chef de l'Opposition :
- Lieutenant-gouverneur : Joseph-Édouard Cauchon
- Législature :